# 格雷姆·托马斯
格雷姆·托马斯（英語：Graeme Thomas，1988年11月8日—），英国男子赛艇运动员。他曾代表英国参加世界赛艇锦标赛，获得二枚银牌和二枚铜牌。他也曾参加2020年夏季奥林匹克运动会。